# Тимрот, Лев Готгардович
Лев Готгардович (Григорьевич) Ти́мрот (4 июля 1873 — 1 февраля 1943, Бромберг, Германия) — русский генерал, герой Первой мировой войны.

## Биография
Родился 4 июля 1873 года, сын Готгарда Готгардовича (Григория Григорьевича) Тимрота и Ольги Фёдоровны урождённой фон Раден. В 1891 году был принят в VII класс Пажеского корпуса и 12 октября 1893 года произведён в камер-пажи. Выпущен 8 августа 1894 года подпоручиком в лейб-гвардии Семёновский полк.
Продолжая службу в Семёновском полку Тимрот 6 декабря 1898 года был произведён в поручики (со старшинством с 8 августа 1898 года), 6 декабря 1902 года — в штабс-капитаны (со старшинством с 8 августа 1902 года), и 6 декабря 1907 года — в капитаны (со старшинством с 8 августа 1906 года). С 24 мая 1907 года командовал 3-й ротой. 6 апреля 1914 года получил чин полковника.
В рядах лейб-гвардии Семёновского полка Тимрот принимал участие в Первой мировой войне.
Приказом по войскам 12-й армии № 85 от 2 апреля 1915 года, утверждённым Высочайшим приказом от 29 мая 1915 года, Тимрот был награждён орденом Святого Георгия 4-й степени:
За то, что 19 февраля 1915 г., в бою у д. Буда-Желязна, когда наши цепи залегли, не будучи в состоянии подвигаться вперёд, под непрерывным сильным огнём неприятеля, обошёл лично роты, устроил их, ободряя нижних чинов и, подавая им пример мужества, первый бросился в атаку, но, будучи ранен, упал. Видя же, что нижние чины замялись, вновь вскочил, побежал вперёд и первым ворвался неприятельские окопы, которые были взяты.
По сообщению Ю. В. Макарова, в этом бою Тимрот потерял обе руки.
По излечении Тимрот вернулся в Семёновский полк и служил в его запасных батальонах, в 1917 году произведён в генерал-майоры.
После октябрьской революции Тимрот уехал в Ригу, был членом полкового объединения лейб-гвардии Семёновского полка.
Скончался 1 февраля 1943 года в Бромберге (Германия).
Его братья:
- Готгард Готгардович младший (1868—1942) — генерал-майор, кавалер ордена св. Георгия 4-й степени.
- Александр Григорьевич (1865—1944) — гофмейстер, сенатор.

## Награды
Среди прочих наград Тимрот имел ордена:
- Орден Святого Владимира 4-й степени (1906 год); мечи и бант к ордену (18 мая 1915 года)
- Орден Святого Станислава 2-й степени (1910 год); мечи к ордену (2 мая 1915 года)
- Орден Святой Анны 2-й степени (1913 год, мечи к этому ордену пожалованы 28 октября 1914 года)
- Орден Святого Владимира 3-й степени с мечами (9 апреля 1915 года[1])
- Орден Святого Георгия 4-й степени (приказ по войскам 12-й армии № 85 от 2 апреля 1915 года; утверждено Высочайшим приказом 29 мая 1915 года)